# Tipula (Lunatipula) soosi
Tipula (Lunatipula) soosi is een tweevleugelige uit de familie langpootmuggen (Tipulidae). De soort komt voor in het Palearctisch gebied.